# 小行星4349
小行星4349（4349 Tiburcio）是一颗围绕太阳公转的小行星。1989年6月5日，維爾納·蘭德格拉夫在拉西拉天文台发现了此天体。
这颗小行星的绝对星等为280.2369072442019等。